# Hästtäcke
Ett hästtäcke används primärt för att skydda hästar från kyla och regn. Hästar klarar kyla utan större problem så länge de håller sig torra och regn är inte heller något större problem. Dock kan hästar som arbetar hårt samt klippta hästar behöva täcken när det inte är torrt och varmt.

## Stalltäcke
Används för att hålla hästen varm och ren i stallet. Tillverkas i bomull, ylle eller fleece.

## Svettäcke
Används efter träningspass eller när hästen står i en hästtransport. Täcket måste kunna andas och absorbera svett från hästens hud.

## Utegångstäcke

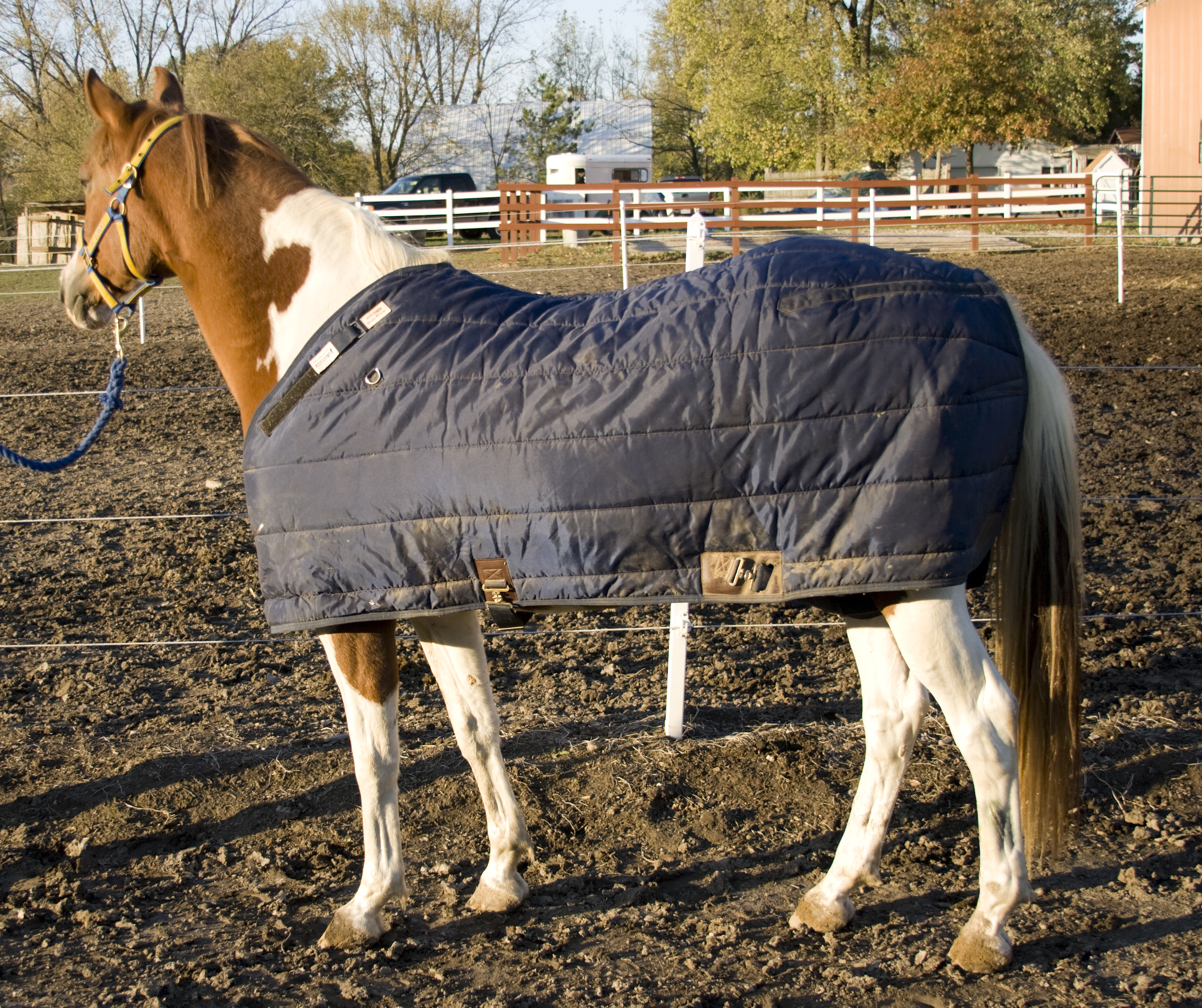
Häst med vintertäcke.

Skall primärt skydda mot regn och blåst när hästen är ute i hagen. Täcket består av ett vattentätt ytterskikt samt ett foder som kan variera från ett tunt meshfoder för ett sommartäcke till ett vadderat termofoder för ett vintertäcke.

## Eksemtäcke
Användas på hästar som får eksem av solljus. Täcket är heltäckande med tättslutande magplatta, och skydd för hals och huvud. Materialet måste vara tunt för att täcket inte skall bli onödigt varmt, men samtidigt skall det ge ett tillräckligt skydd mot UV-strålning. Denna täckestyp kan oftast även användas som skydd mot insekter.